# Mycoplasma pneumoniae
Mycoplasma pneumoniae je veoma mala bakterija iz klase Mollicutes. To je ljudki patogen koji uzrokuje bolest mikoplazmičnu pneumoniju, formu atipične bakterijske pneumonije srodne sa aglutinske bolesti. M. pneumoniae je karakterisan odsustvom peptidoglikanskog ćelijskog zida i konsekventnom rezistencijom na mnoge antibakterijske agense. Istrajnost M. pneumoniae infekcija čak i nakon tretmana se vezuje za sposobnost ove bakterije da oponaša površinsku kompoziciju ćelija domaćina.

## Taksonomija i klasifikacija
Termin mikoplazma (mykes ima značenje gljiva, a plasma označava formiran) izveden je iz rasta sličnog gljivama nekih mikoplazmičnih vrsta. Mikoplazme su klasifikovane kao Mollicutes (mollis znači mek i cutis znači koža) tokom 1960-tih usled njihove male veličine i genoma, odsustva ćelijskog zida, niskog G+C sadržaja i neobičnih nutricionih potreba. M. pneumoniae je isto tako bio klasifikovan kao vrsta koja ne može da fermentuje arginin. Mikoplazme se dalje klasifikuju na osnovu kompozicije sekvence njihovog 16s rRNK. Sve mikoplazme grupe pneumoniae poseduju slične 16s rRNK varijacije koje su jedinstvene za tu grupu, od kojih M. pneumoniae ima 6,3% varijacija u konzerviranim regionima, iz čega sledi da su mikoplazme formirane putem degenerativne evolucije iz gram-pozitivne eubakterijske grupe koja obuhvata bacilli, streptococci, i lactobacilli. M. pneumoniae je član Mycoplasmataceae familije i Mycoplasmatales reda.

## Lireratura
- Baseman J. B. (1996). „Interplay between Mycoplasma Surface Proteins, Airway Cells, and the Protean Manifestations of Mycoplasma-mediated Human Infections”. American Journal of Respiratory and Critical Care Medicine. 154: 137—144. PMID 8876532. doi:10.1164/ajrccm/154.4_Pt_2.S137.
- Razin S.; Yogev D.; Naot Y. (1998). „Molecular biology and pathogenicity of mycoplasmas”. Microbiol. Mol. Biol. Rev. 62 (4): 1094—156. PMC 98941 . PMID 9841667.
- Kashyap S.; Sarkar, M. (2010). „Mycoplasma pneumonia: Clinical features and management”. Lung India. 27 (2): 75—85. doi:10.4103/0970-2113.63611.
- Narita M. (2009). „Pathogenesis of neurologic manifestations of Mycoplasma pneumoniae infection”. Pediatr Neurol. 41 (3): 159—166. PMID 19664529. doi:10.1016/j.pediatrneurol.2009.04.012.
- Ferwerda A.; Moll H. A.; de Groot R. (2001). „Respiratory tract infections by Mycoplasma pneumoniae in children: a review of diagnostic and therapeutic measures”. Eur J Pediatr. 160 (8): 483—491. PMID 11548186. doi:10.1007/s004310100775.
- Esposito S.; Droghetti R.; Bosis S.; Claut L. Marchisio P.; Principi N. (2002). „Cytokine secretion in children with acute Mycoplasma pneumoniae infection and wheeze”. Pediatric Pulmonology. 34 (2): 122—127. doi:10.1002/ppul.10139.
- Ríos A. M.; Mejías A.; Chávez-Bueno S.; Fonseca-Aten M.; Katz K.; Hatfield J.; Gómez A. M.; Jafri H. S.; McCracken G. H.; Ramilo O.; Hardy R. D. (2004). „Impact of Cethromycin (ABT-773) Therapy on Microbiological, Histologic, Immunologic, and Respiratory Indices in a Murine Model of Mycoplasma pneumoniae Lower Respiratory Infection”. Antimicrob. Agents Chemother. 48 (8): 2897—2904. PMC 478543 . PMID 15273098. doi:10.1128/AAC.48.8.2897-2904.2004.

## Spoljašnje veze
- Mycoplasma pneumoniae genome
- Type strain of Mycoplasma pneumoniae at BacDive -  the Bacterial Diversity Metadatabase